# Luis Alberto Islas
Luis Alberto Islas Ranieri (Buenos Aires, 22 de desembre de 1965) és un exfutbolista argentí, que ocupava la posició de porter.
Va iniciar la seua carrera al Chacarita Juniors a principi de la dècada dels 80. Va destacar com a porter del combinat argentí al Mundial Juvenil de 1983. Es va guanyar el malnom de El loco (el boig) a causa del seu temperament.
A final de 1982 marxa a Estudiantes, on va alternar amb Carlos Bertero en la porta de l'equip campió del títol domèstic de 1983. Posteriorment milita a Independiente, amb una estada a la lliga espanyola pel mig. Clubs argentins i mexicans serien els següents a la seua carrera, que conclouria el 2003, de nou a Independiente.
Va ser el porter suplent al Mundial de 1986, que va guanyar l'Argentina. Quatre anys després, per a la cita d'Itàlia 90, no va acceptar una nova suplència i no va ser convocat. Irònicament, el guardameta titular, en Nery Pumpido, es va lesionar al segon partit de la competició, i va ser suplit per Sergio Goycochea, a les postres el millor porter del Mundial. Després de la Copa del Món, Islas va retornar a la selecció. De cara al Mundial de 1994, Islas es va fer amb la titularitat del combinat albiceleste, tot encaixant sis gols en quatre partits.
Després de penjar els guants, va seguir vinculat al món del futbol com a tècnic del Club Almagro entre novembre de 2006 i maig del 2007. Després retorna a Bolívia per fer-se càrrec del Club Aurora, on roman fins a setembre de 2007.

## Títols
- Copa América 1993 amb l'Argentina
- Nacional Argentí 1983 - Estudiantes de la Plata
- Clausura 1994 - Independiente
- Supercopa 1994 - Independiente
- Recopa 1995 - Independiente